# Sadāśivarāva Bhāū

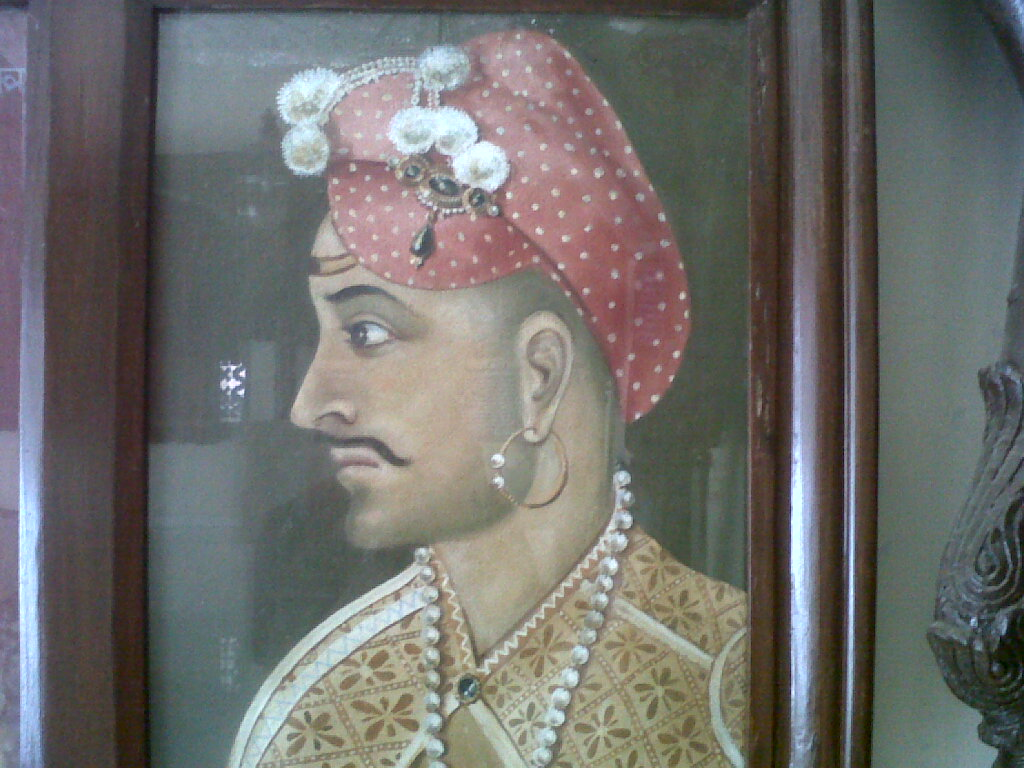
Rirtratto di Sadashivrao Bhau Peshwa (parte del Peshwa Memorial a Pune, India.)

Sadāśivarāva Bhāū, con grafia inglese Sadashivrao Peshwa (in hindī सदाशिवराव भाऊ; 3 agosto 1730 – 14 gennaio 1761), era figlio di Chimaji Appa (fratello più giovane di Bajirao I) e di Rakhmabai (della famiglia Pethe, che morì un mese appena dopo la sua nascita), e quindi nipote di Bajirao Peshwa.  Servì come sardār (comandante in capo) dell'esercito maratha nella Terza battaglia di Panipat.

## Gioventù
Sadashivrao nacque a Sasvad, vicino Pune, la capitale dei Maratha. Suo padre morì quando egli aveva dieci anni e fu quindi allevato da sua nonna Radhabai e da sua zia Kashibai. Molto brillante fin dalla sua gioventù, egli fu educato a Satara e suo tutore fu Ramchandra Baba Shenvi Nanasaheb Peshwa (Balaji Bajirao) - figlio e successore di Bajirao - rimase a Satara fin quando il suo pupillo divenne Peshwa.
Sadshivrao intraprese la sua prima campagna militare in Karnataka nel 1746, in quanto Babuji Naik di Baramati e Fateh Singh Bhonsle di Akkalkot avevano fallito nel compito assegnato loro. Sadshivrao lasciò Pune il 5 dicembre 1746 con Mahadjipant Purandare e Sakharam Bapu Bokil Bapu come suoi consiglieri politici e comandanti subordinati. La campagna proseguì fino al maggio del 1747, per lo più nella regione orientale del Karnataka. Nel gennaio 1747 vinse la sua prima battaglia ad Ajra, a sud di Kolhapur. il Nawāb di Savnur fu punito, il Forte di Bahādur Benda fu demolito e il chauth (quarto) fu riscosso dalla regione tra i fiumi Krishna e Tungabhadra. Tutti quanti i 36 pargana (unità amministrativa territoriale) furono conquistati in questa campagna.
La prima impresa militare di Sadashivrao avvenne nel 1760 nella regione del Karnataka, in cui conquistò e annesse le città di Kittur, Parasgad, Gokak, Yadwad, Bagalkot, Badami, Navalgund, Umbal, Giri, Torgal, Haliyal, Harihar e Basavapatna, strappandole al Nawāb di Savanur. Stroncò poi la rivolta di Yamaji Shivdev.
Mahadjipant Purandare era Dīvān del Peshwa durante quel periodo. Sadashivrao era stato Dīvān di Bhosale di Nagpur. Dopo la morte di Chhattrapati Shahu, Ramchandrababa Shenvi propose a Sadashivrao di diventare Peshwa di Kolhapur, anche se Nanasaheb Peshwa era contrario (non senza qualche ragione) a quest'idea. Mahadjipant Purandare si dimise e Sadashivrao divenne Dīvān del Peshwa.
Condusse con successo la Battaglia di Udgir che indebolì il Niẓām di Hyderābād. Superò le difese del Forte di Dawlatābād. La notizia dell'avanzata di Aḥmad Shāh Abdālī su Delhi e la morte di Dattaji Scindia nella battaglia di Burari Ghat indussero Sadashivrao a lasciare Udgir alla volta di Partur, dove il Consiglio di guerra era stato convocato. Fu deciso che Sadashivrao sarebbe andato a nord per bloccare gli Afghani.

## Terza battaglia di Panipat

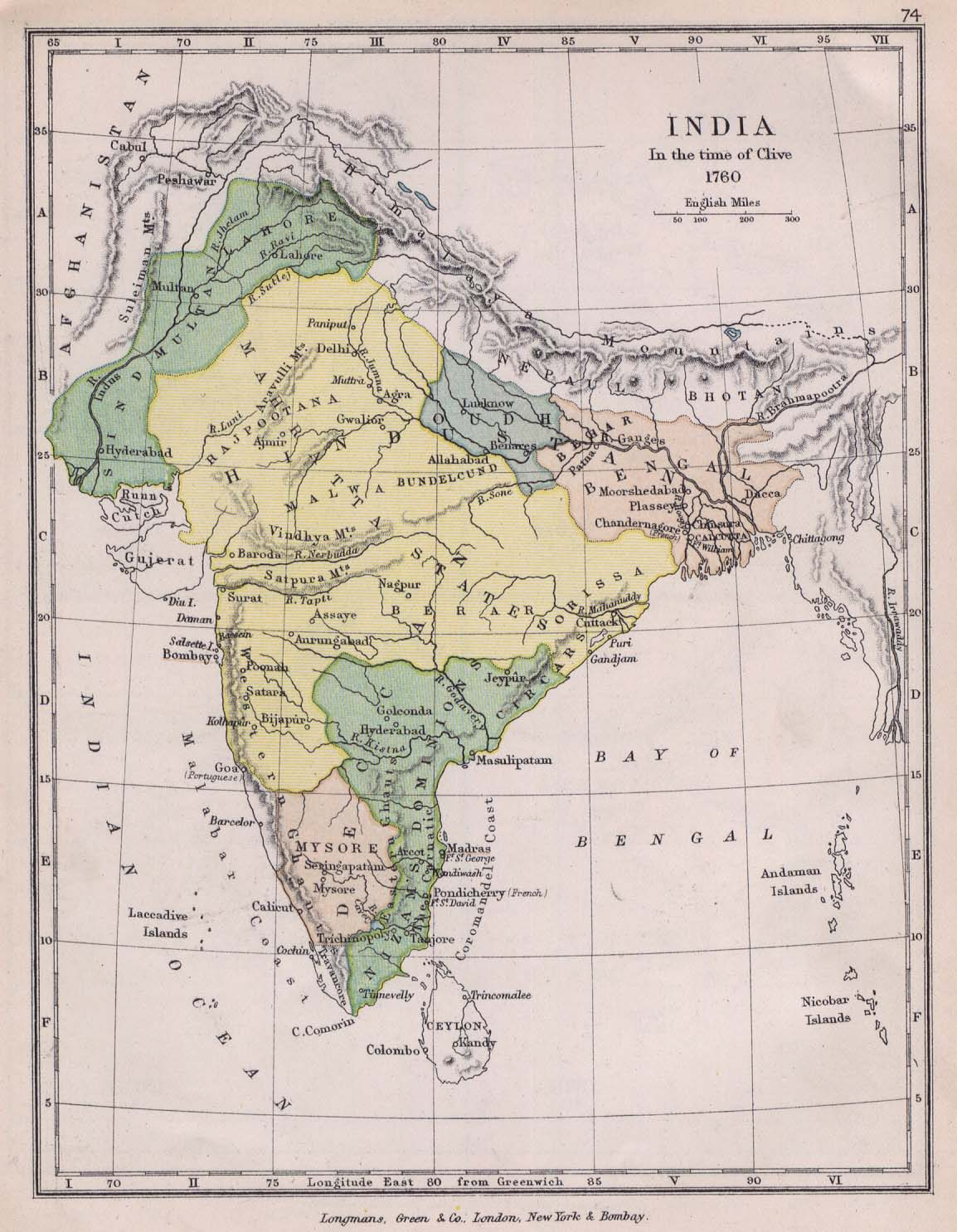
La Confederazione maratha al suo apice nel 1760 (aree in giallo)

## Morte

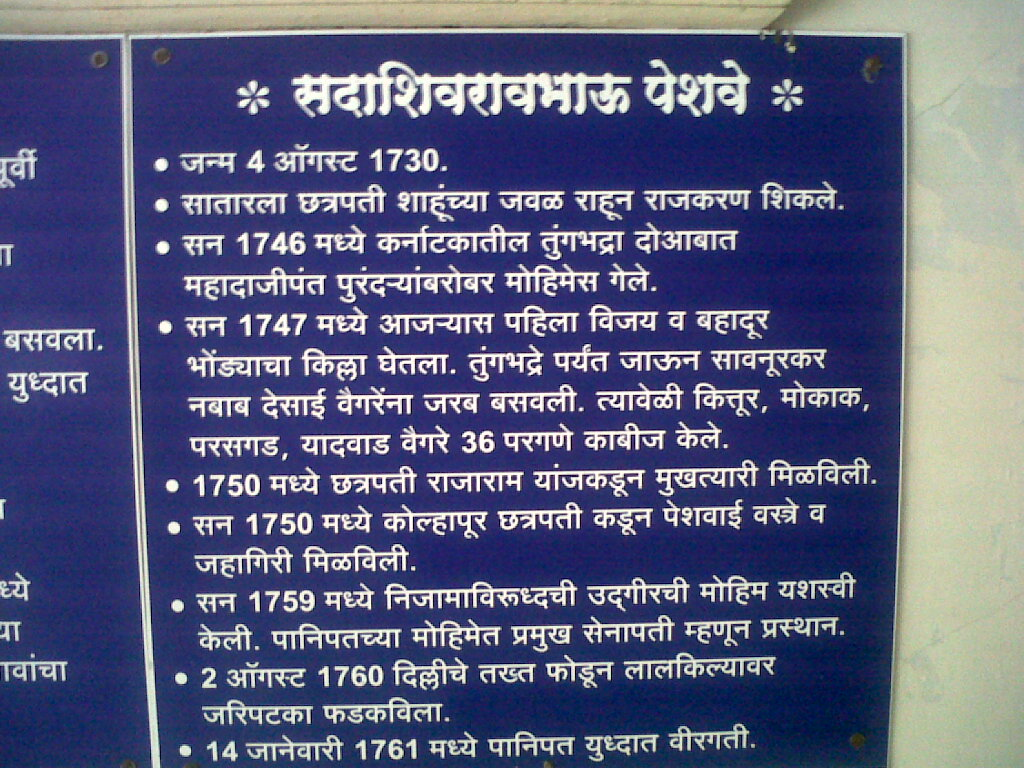
Placca informativa che descrive Sadashivrao Bhau. Fa parte del "The Peshwa Memorial" sul Parvati Hill a Pune, India

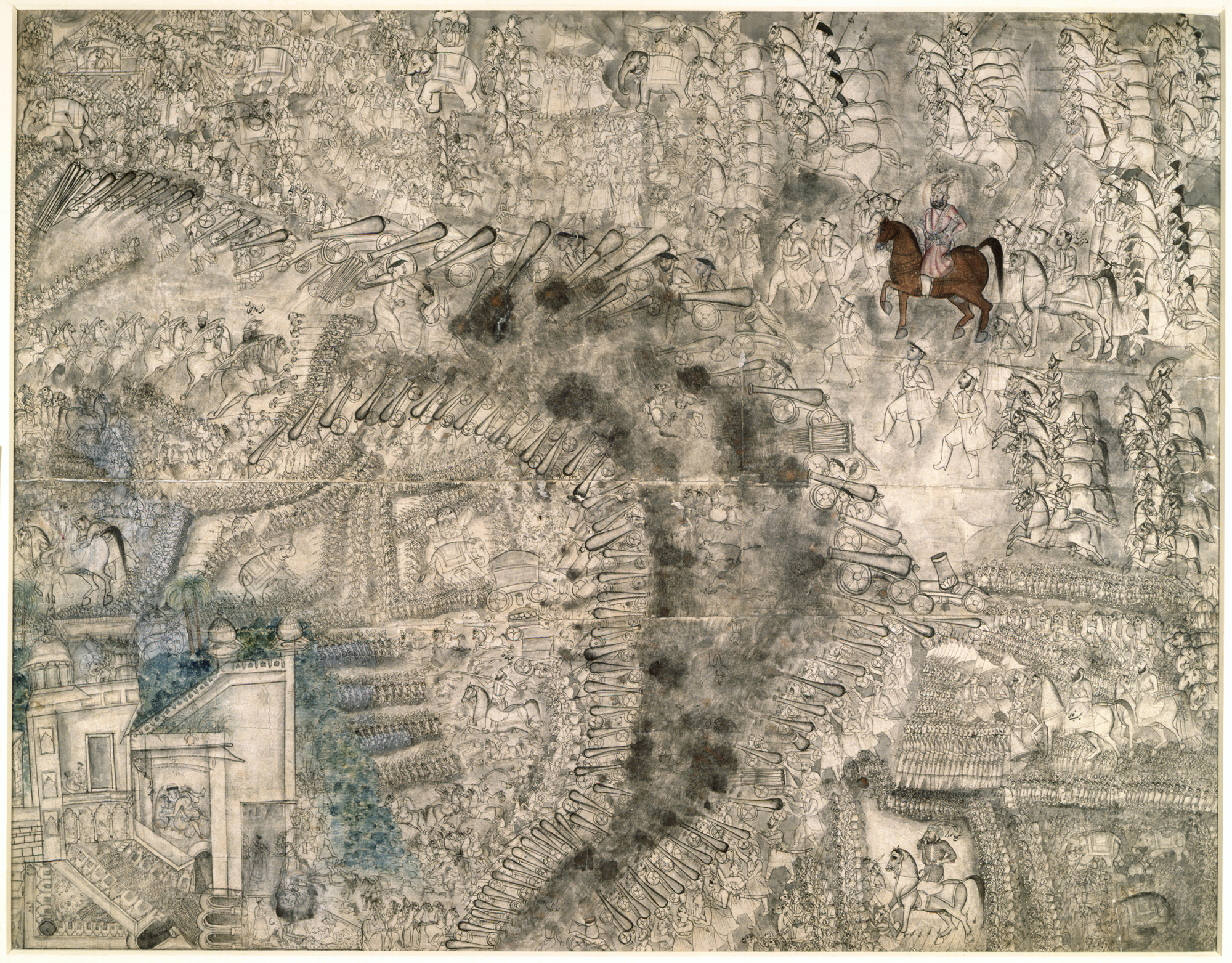
Aḥmad Shāh Durrānī conseguì con la sua coalizione una vittoria decisiva ai danni della Confederazione maratha nella terza battaglia di Panipat.

Bhau, nel vedere nel corso della Terza battaglia di Panipat la tragica fine del suo amato nipote ed erede Vishwasrao, scese dal suo elefante da guerra, inforcò un cavallo e si lanciò contro le linee nemiche, senza riflettere sulle conseguenze di quell'atto disperato. Osservando la sua howdah vuota, le sue truppe pensarono che fosse fuggito, lasciandoli senza un capo e una guida, e si sbandarono immediatamente.
In realtà, però, Bhau non aveva disertato il campo di battaglia ma era stato ucciso.
Il suo corpo, decapitato, fu trovato in un mucchio di cadaveri sul campo di battaglia tre giorni dopo la fine dei combattimenti. Fu identificato dal Vakil maratha, che era stato schierato sull'ala sinistra maratha con Kashiraj Pandit, il Visir di Shujāʿ al-Dawla. Il cadavere di Bhau fu cremato con tutte le ritualità del caso, secondo la tradizione. il giorno dopo fu trovata la sua testa, nascosta da un soldato afghano. Anch'essa fu cremata e le ceneri furono prese e portate per la rituale immersione religiosa (visarjan) a Kashi (Vishwas Patil, Kashiraj Pandit bakhar).

## Creazione di unità di artiglieria
Avendo osservato numerose battaglie, Bhau capì bene l'importanza dell'artiglieria e dell'armamento leggero montato sulle sue imbarcazioni dalla Gran Bretagna e cominciò a disporre che le unità combattenti terrestri di Balaji Baji Rao fossero dotate di cannoni e armi da fuoco adeguate e moderne. Bhau prese al suo servizio un efficiente musulmano del Deccan, Ibrāhīm Khān Gārdī, esperto di artiglieria, che portò con sé 2 500 soldati ben addestrati e 15 cannoni. Bhau impiegò anche mercenari europei che erano stata al servizio di Tulaji Angre prima della sua sconfitta. 

Da citare tra loro un ingegnere di nome Le Corbosier, esperto nelle tecniche della fusione dei metalli e degli esplosivi. In 2 anni, la divisione di fanteria e di artiglieria di Balaji Baji Rao raggiunse un numero di effettivi pari a 10 000 uomini e 56 cannoni.

## Famiglia
Il nome della sua prima moglie era Umabai. Gli dette due figli, che però morirono quasi subito. Umabai morì nel 1750. La seconda moglie di Sadashivrao si chiamava Parvatibai. Accompagnò (come d'uso) il marito nel corso della terza battaglia di Pānīpat. Rifiutò la notizia che Bhau fosse stato ucciso e non visse come una vedova.
Un'area di Pune - chiamata Sadashiv-Peth - è stata intitolata alla sua memoria.